# セクシータイム・リバース
『セクシータイム・リバース』（Sexy time return）は、FANZAにて2021年3月3日より配信されている花音うらら主演の配信ドラマ、オリジナルビデオ作品である。セルビデオ、レンタルビデオ版はR15指定。配信版はR18指定。

## 概要
製作スタッフが謳うジャンルは「セクシーSFバイオレンス」。国沢の前作、『セクシータイム・リターン』からタイムリープの設定のみを引き継いでおり、スタッフとタイトルは類似しているが、世界観やシナリオに関連性はない。前作がコメディ作品であったのに対し、本作は暴力団の抗争、内紛をベースにしたハードボイルド色を下地に置いている。
2021年3月3日に配信及びビデオレンタル開始。同年4月2日に竹書房からR-15版がパッケージ発売される。
サブタイトルを含む正式タイトルは『セクシータイム・リバース　魅惑のボディと時をかける快感』。タイトルロゴはナカグロの入らない『セクシータイムリバース』。R-18版配信は主演女優の名を冠した『花音うららの超絶敏感美女とエンドレス・オーガズムSEX』であるなど表題タイトルには揺れがある。
ヒロイン役には国沢の映画監督作『性鬼人間第三号』に出演経験を持つ花音うららを抜擢。花音はオリジナルビデオ初出演、初主演となる。2020年12月16日にクランクイン。同年12月22日にクランクアップ。

## あらすじ
組のために塀の中に入っていたヒットマン・勇作が刑期を終え、恋人である舞のもとに帰ってきた。熱い抱擁と愛撫を重ねるところだが、しかし勇作にはやらなければいけないことがある。刑期中に武装集団から詐欺などで金を稼ぐビジネス集団になってしまった名和会の事実上のトップ、氷川テツヤのもとへ。
あの頃とは時代が違う。名和会と袂を分かつのか、それともテツヤの右腕となるのか選択を迫られる勇作。悩みながらも拳銃を手に入れ歩む勇作だったが、そこに現れる刺客たち。あえなく兇弾に倒れる勇作だったが目を覚ますと裸の舞が横にいた。出所を出迎えたあの日に時間が戻っていたのだ。痛みと記憶はある。どこで何を間違え、何がタイムリープのトリガーとなっているのだろうか。愛欲と抗争を繰り返し、ヒットマンのリバースライフがまた始まる。

## 登場人物
舞
演 - 花音うらら
名和会女中頭。養護施設で育ち、勇作とは幼馴染にして恋仲。
室山勇作
演 - 中山将志
名和会組員。いわゆるヒットマン。組のことを思い服役し、出所したばかり。
氷川テツヤ
演 - 山本宗介
名和会組員。高齢者を狙った詐欺ビジネスで名和会を立て直し、組長亡き後は事実上のトップに座る。
ユキ　
演 - 櫻美雪
テツヤの内縁の妻。舞にとっては姉のような存在。
舞の母
演 - 長谷川千紗
舞の育ての母。
オジキ
演 - 井吹俊信
名和会組員。組長補佐的な人物であったが、いつしかテツヤを支えるポジションに収まっている。
組員たち
演 - 野間清史
演 - 山家浩
演 - 白石雅彦
演 - 稲村勇哉
演 - 郡司博史
演 - 新垣ことり
演 - 片桐俊次
演 - 西村信彦
演 - 菊嶌稔章
演 - 裏地圭
演 - マサトキムラ
演 - 田野倉健之
演 - 遠藤洋
演 - 井坂俊夫
演 - 粟野智之
演 - 橘秀樹
演 - 野村栄
演 - なめ茸鶴生
喫茶店の店員
演 - 名村藍
ヒットマン
演 - 滝川拳
借金を抱える男
演 - 清水大敬　
室山維新
演 - 村山竜平
名和会組長。物語開始時点では故人。養護施設にいた舞と勇作を引き取り、養子に迎える。

## スタッフ
- 監督・脚本：国沢実
- 製作：高澤吉紀
- プロデューサー：吉田堯（彩プロ）、池田大威（オーパーツ）
- 撮影：渡邊豊
- 撮影助手：渡邊智史
- 録音：清水哲也
- 編集：植田中
- ヘアメイク：大岸美沙希
- スチール：こくまい太
- 音楽：與語一平
- ガンエフェクト：小暮法大
- 着付け：あぶかわかれん
- 製作応援：郡司博史、野間清史
- 撮影協力：ライフプロモーション、ライト、エ・ネスト、東浅草1丁目ビル、THE PERSON、亜呂摩喫茶部、お花茶屋森谷邸、グンジ印刷
- 制作協力：オーパーツ
- 製作著作：シネポップ